# Stomacrustula producta
Stomacrustula producta is een mosdiertjessoort uit de familie van de Fatkullinidae. De wetenschappelijke naam van de soort is voor het eerst geldig gepubliceerd in 1863 door Packard.